# Willa Paula Frantziocha
Willa Paula Frantziocha – zabytkowy budynek mieszkalny, zwany też „willą Wojciecha Korfantego” lub „Korfantówką”, znajdujący się w Katowicach przy ul. Powstańców 23 (dawniej Bernhardstrasse 41).

## Historia
Willę zaprojektował i wybudował jako dom własny mistrz budowlany Paul Frantzioch w latach 1907-1909. Dom był własnością tej rodziny do 1922 roku, rok później przejęły go Polskie Kopalnie Skarbowe na Górnym Śląsku. W wyniku przewłaszczenia w lipcu 1923 roku nieruchomość kupił Wojciech Korfanty. Stąd jej nazwa „Korfantówka”. Wówczas przebudowano wnętrza domu według projektu Jana Szprota. Korfanty mieszkał tu do momentu przymusowej emigracji w 1935 roku, jego żona z córką pozostały do wybuchu II wojny światowej. W domu gościli m.in. prezydent Polski Stanisław Wojciechowski, premier Julian Nowak, gen. Henri Le Rond, wojewoda śląski Mieczysław Bilski, polityk szwajcarski Felix Calonder (jako przewodniczący Górnośląskiej Komisji Mieszanej) oraz Ignacy Jan Paderewski. Stąd po śmierci Korfantego wyruszył 20 sierpnia 1939 roku kondukt żałobny.
W czasie II wojny światowej obiekt przejęła spółka Grundstuckgesellschaft der Haupttreuhandstell Ost. Mieszkał tu doradca ekonomiczny dr Mittelsted. W 1942 roku dokonano przebudowy wnętrz według projektu Wolfganga Dronke. Po II wojnie światowej domu nie zwrócono rodzinie Korfantego. Sytuacja własnościowa budynku została uregulowana dopiero w 1957 roku, kiedy na zasadzie postanowienia Katowickiego Sądu Grodzkiego z 20 maja 1946 roku Elżbieta Korfantowa została wprowadzona w posiadanie nieruchomości.
W 1945 roku willę przydzielono wojskowemu sądowi garnizonowemu. W latach 1947–1953 mieściła się tu siedziba Towarzystwa Powierniczego „Wschód”, a w okresie od 1953-1957 Przedsiębiorstwo Budowy Płytkich Kopalń w Katowicach (późniejsze Przedsiębiorstwo Robót Górniczych), które w 1963 roku stało się prawnym właścicielem budynku, dzierżawiąc go przedszkolu na czas nieokreślony.
Od 1957 roku do chwili obecnej mieści się tu Miejskie Przedszkole nr 33.
W 1989 roku w 50. rocznicę śmierci Wojciecha Korfantego z inicjatywy Muzeum Historii Katowic umieszczono na fasadzie tablicę pamiątkową.
Po 1989 roku miasto Katowice stało się jedynym właścicielem gmachu i działki, na której stoi.
W latach 1991–1992 willa przeszła gruntowną renowację m.in. wymieniono pokrycie dachowe oraz odświeżono elewacje.
30 grudnia 1994 obiekt wpisano do rejestru zabytków województwa katowickiego pod nr rej. A/1565/94. Następnie 23 lipca 2019 obiekt przeniesiono do rejestru zabytków województwa śląskiego pod nr rej. A/524/2019.

## Architektura
Willa wzniesiona w stylu rezydencji wiejskiej zwanym Landhausstill  lub cottage.
Dom murowany, piętrowy z sutereną i wysokim częściowo mieszkalnym poddaszem. Posiada nieregularną bryłę o zróżnicowanych elewacjach, zwieńczoną wysokim dwuspadowym dachem o konstrukcji drewnianej, krytym dachówką karpiówką.
Elewacja frontowa (północna) posiada wysunięty ryzalit boczny zwieńczony półszczytowym daszkiem, schody przed cofniętym wejściem oraz taras na poziomie pierwszego piętra.
Elewacja tylna (południowa) pierwotnie z dwuosiowym ryzalitem i czterema prostymi oknami. Na parterze części głównej za pomocą półokrągłych arkad wzniesiono werandę, nad którą znajdował się balkon. Obecnie zdominowana przez bryłę dawnej jadalni.
Elewacja zachodnia, symetryczna, trójosiowa z niewielkim wykuszem na parterze – wschodnia zmieniona przez wybicie wejścia do piwnicy oraz bryłę dawnej jadalni.
Na szczytach domu dekoracja drewniana nawiązująca formą do konstrukcji szachulcowej.
Układ okien zróżnicowany – na parterze zamknięte półkoliście, na piętrze prostokątne. Doświetlająca piętro centralna, podłużna lukarna posiada dekorację z półokrągłych drewnianych elementów. Drewniane stropy belkowe zastosowano w całym budynku, z wyjątkiem części stropu nad piwnicą. Schody wewnętrzne o stalowej konstrukcji z drewnianymi stopnicami, łamane, dwubiegowe.

## Dyspozycja wnętrz
Willa o niesymetrycznym, rozczłonkowanym rzucie z hallem pośrodku i pokojami wokół niego.
Pierwotnie na parterze znajdowały się poza kuchnią cztery pokoje – dwa duże o powierzchni 43 m² i 28 m² oraz dwa mniejsze o wymiarach 16 m².
Zlokalizowane w narożniku północno-zachodnim murowane schody prowadziły na ganek, z którego przechodziło się do obszernego hallu. Na wprost znajdowała się kuchnia, na lewo duży pokój mieszkalny, z którego wychodziło się na werandę po stronie południowej lub amfiladowo do pokoi przy ścianie wschodniej i północnej.
Podobny układ posiadło piętro, z tym że nad kuchnią znalazł się pokój, w narożniku południowo-wschodnim garderoba, łazienka oraz ubikacja.
W suterenie umieszczono mieszkanie dla służby, pomieszczenia gospodarcze i magazynowe, na strychu cztery pomieszczenia oraz suszarnię.
W 1923 roku od południa dobudowano na całej szerokości budynku jadalnię (70,5 m²), z której wychodziło się bezpośrednio do ogrodu. Zabudowano wówczas werandę i wybito okna w kuchni. Na piętrze powstał taras. Po stronie wschodniej pozostawiono największy pokój jako mieszkalny, pozostałe przeznaczono na salon, gabinet i bibliotekę. W miejsce przeniesionej do piwnicy kuchni urządzono kredens. Na piętrze powstały nowe ubikacje i łazienki.
Projekt przebudowy z 1941 roku przewidywał utworzenie trzech odrębnych mieszkań, dlatego wprowadzono dodatkowe podziały pomieszczeń. Przeniesiono z południa na północ kuchnię oraz dodano nowe łazienki. Jadalnię podzielono na dwa pokoje, z pokoju mieszkalnego wydzielono łazienkę, a z biblioteki zrobiono kuchnię. Zmiany te nie naruszały ścian nośnych, dlatego pierwotny podział wnętrz jest nadal czytelny.
Zaadaptowanie obiektu na przedszkole w 1957 roku spowodowało jedynie zmianę przeznaczenia poszczególnych pomieszczeń.

## Wyposażenie wnętrz
Nie zachowało się wiele elementów z pierwotnego wyposażenia willi. Oryginalna jest jedynie stolarka okienna. Drzwi i wewnętrzna balustrada pochodzą z lat 20. XX wieku.

## Otoczenie
Pierwotnie z tyłu budynku znajdował się ogród, od strony ul. Powstańców zasadzono szpaler lip drobnolistnych. W części północnej działki wzniesiono niewielki budynek. Współcześnie urządzono tu plac zabaw. Całość otacza oryginalny płot o kutych przęsłach z murowanymi, zwieńczonymi daszkami słupami.

## Ciekawostki
Podczas remontu w latach 1991–1992 w skrytce w ścianie znaleziono pochodzący z czasów II wojny światowej pistolet kaliber 7,65 produkcji Bohmische Waffenfabrik AG in Prag.

## Galeria

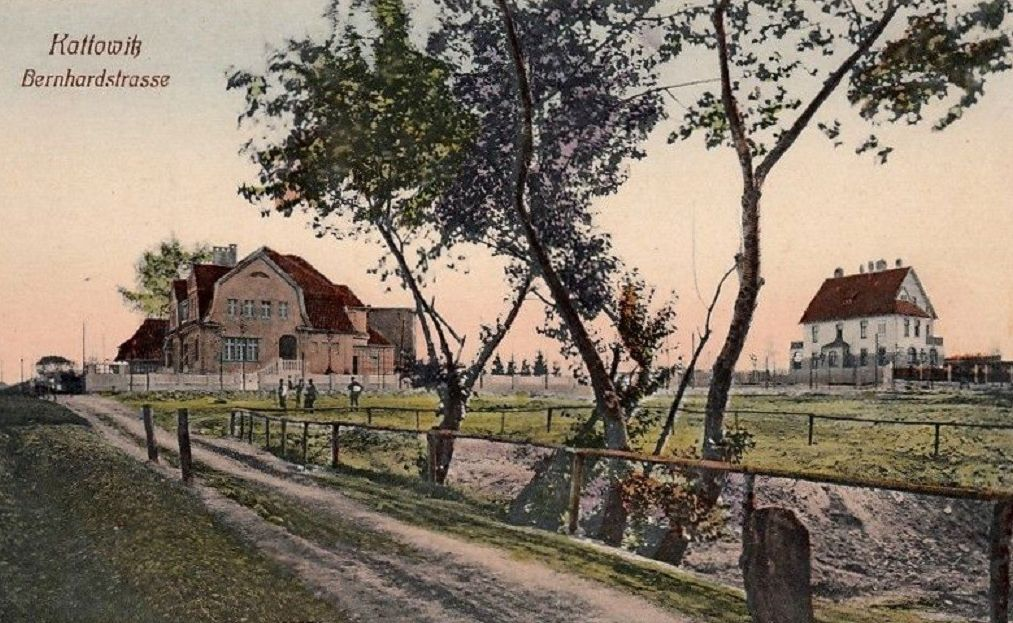
Willa Paula Frantziocha 1909
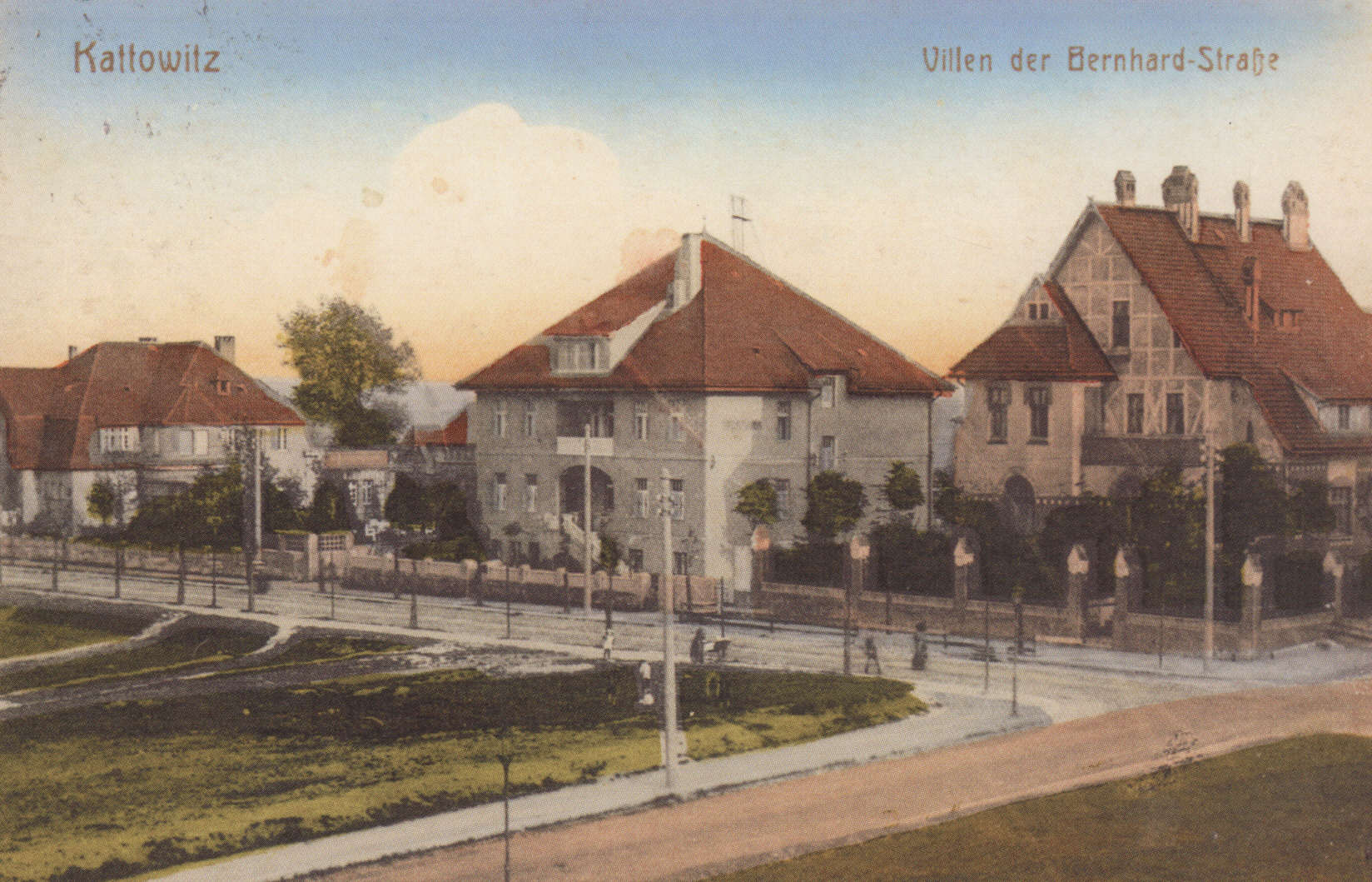
Willa Paula Frantziocha 1915
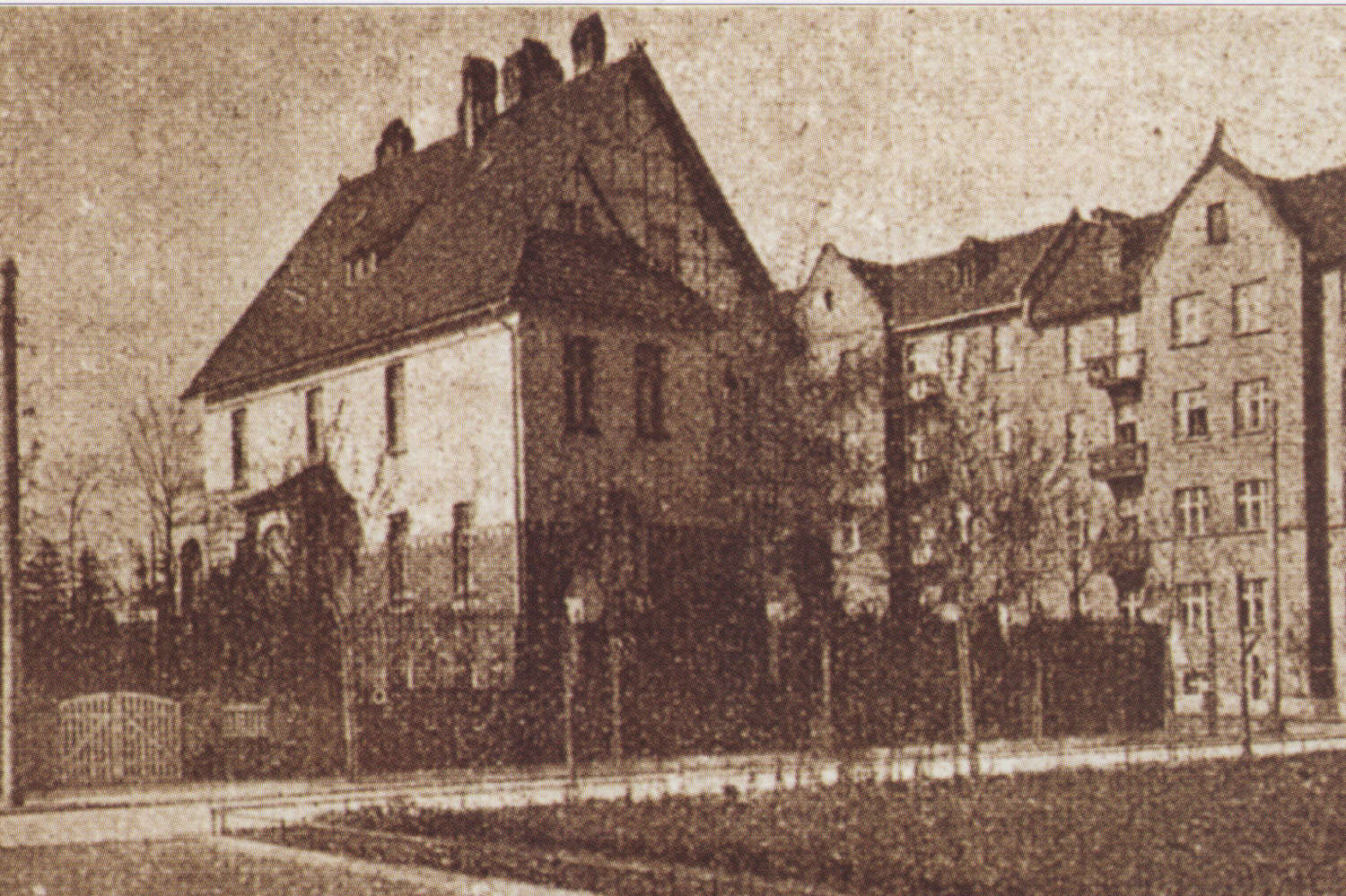
Willa Paula Frantziocha, po 1910
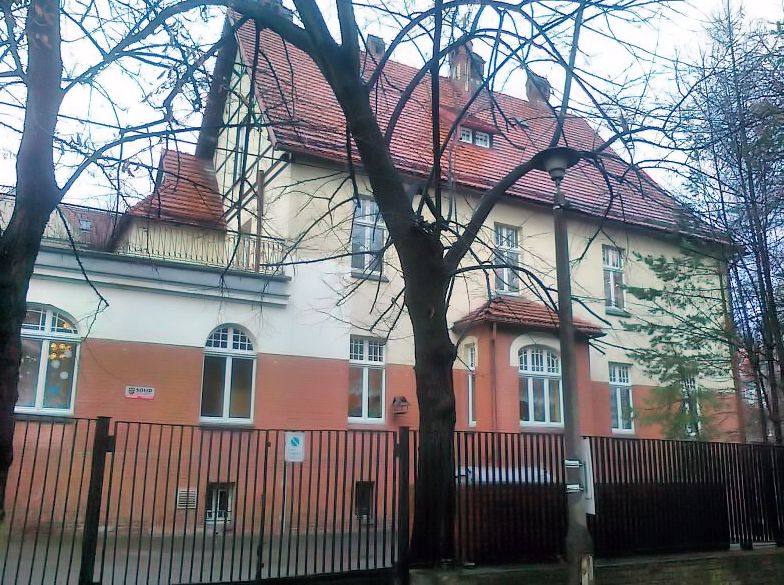
Willa Paula Frantziocha, fasada wschodnia 2016
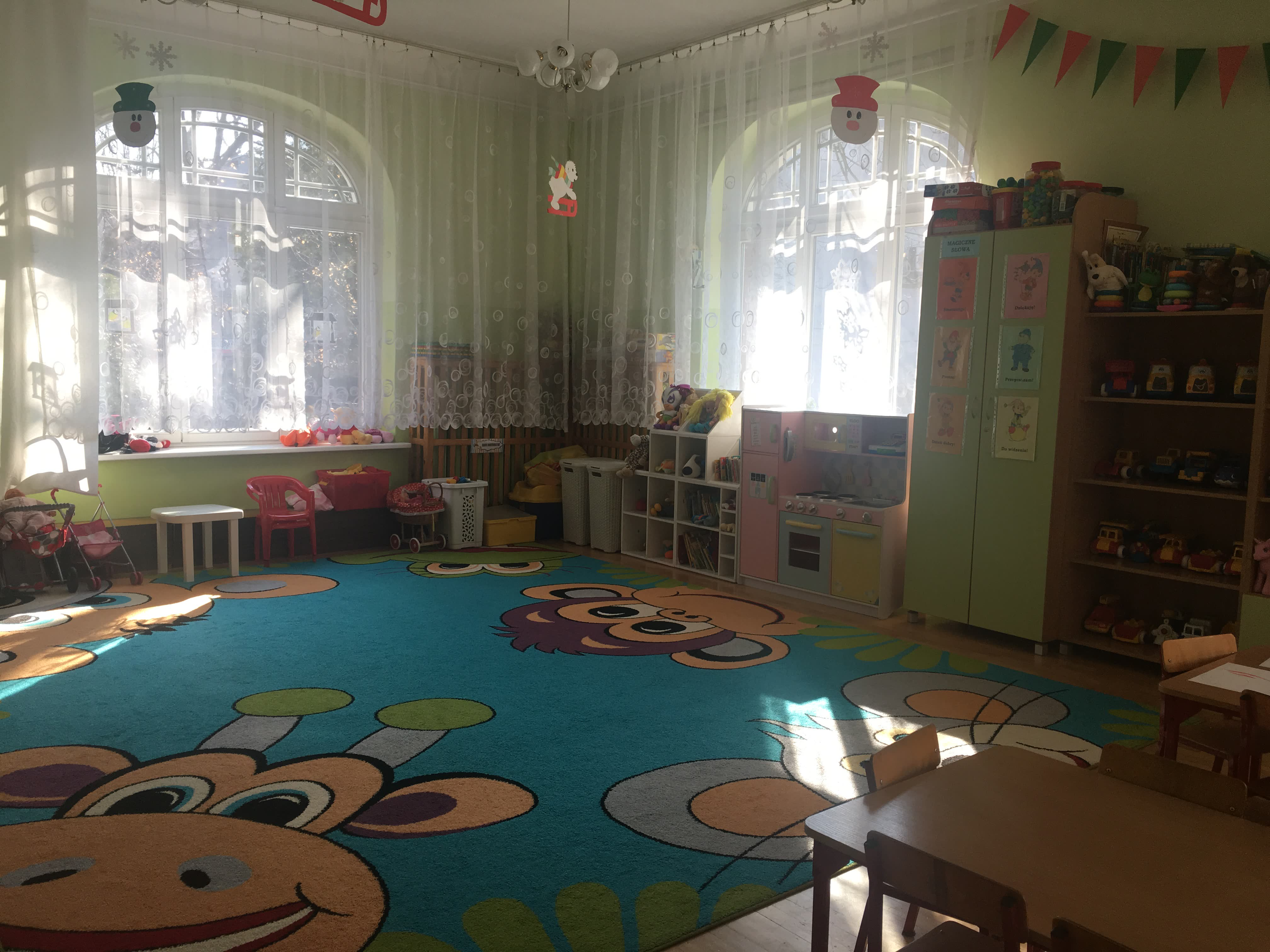
Dawna jadalnia, obecnie sala przedszkolna, 2017
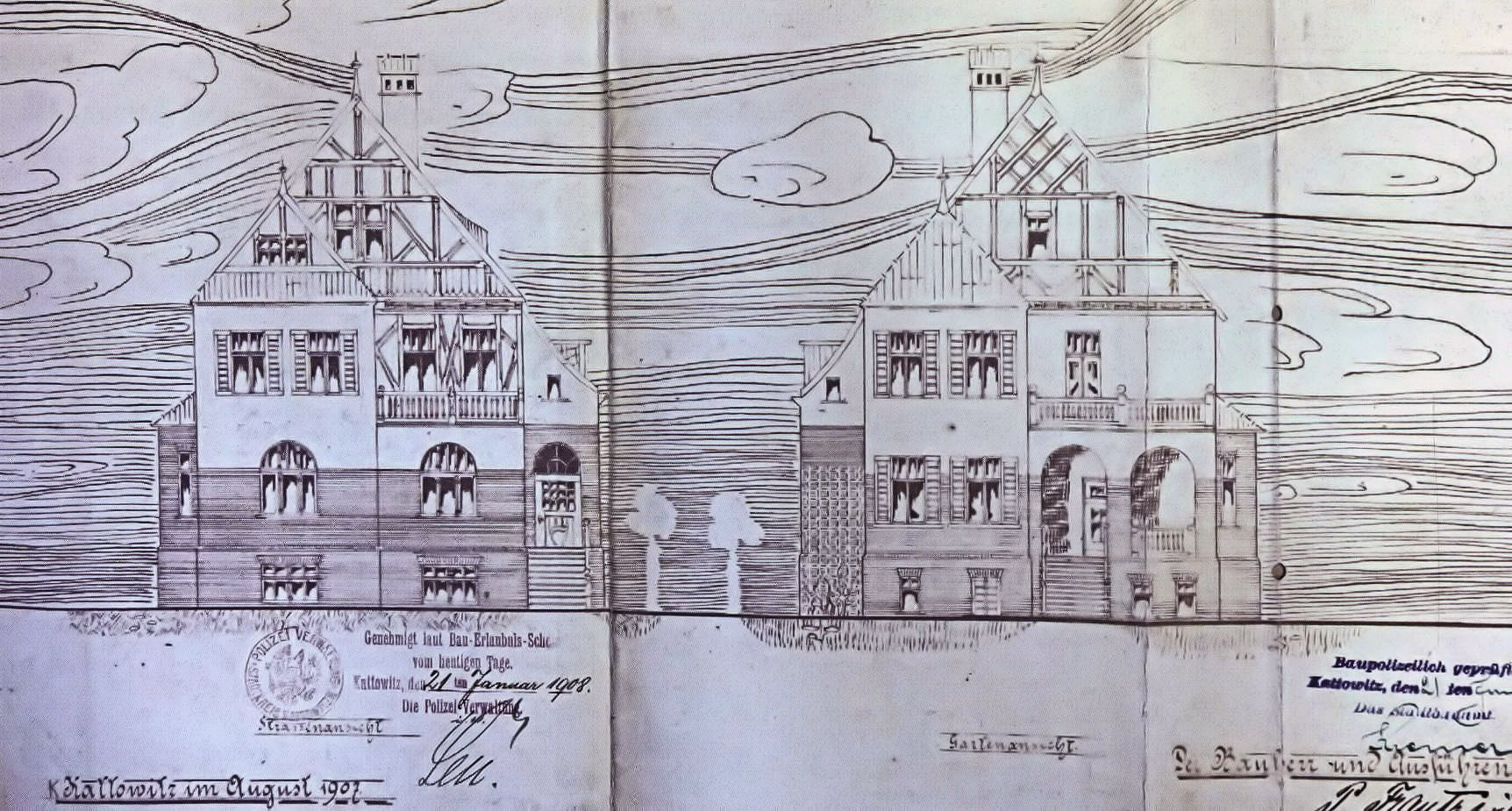
Projekt willi autorstwa Paula Frantziocha, 1907 r.
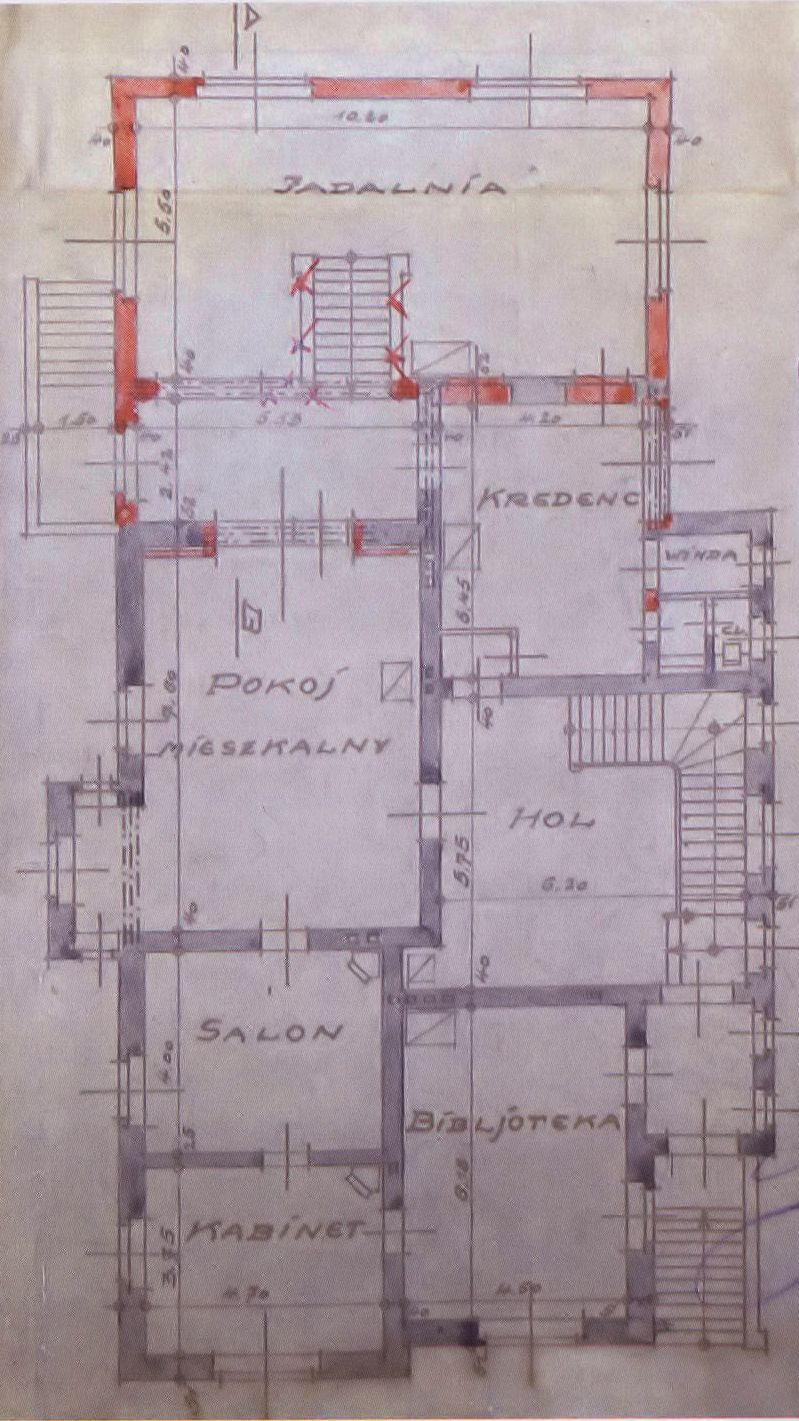
Plan przebudowy willi autorstwa Jana Szprota wykonany na zlecenie W. Korfantego, 1923 r.